# Disney's All-Star Sports Resort
Disney's All-Star Sports Resort est l'un des trois hôtels du complexe hôtelier à bas prix Disney's All-Star Resort à Walt Disney World Resort. Il compte 1920 chambres et a ouvert le 29 avril 1994 sur le thème du sport.
C'est le premier motel construit par Disney et il est situé à l'entrée du complexe juste avant ses homologues le Disney's All-Star Music Resort et le Disney's All-Star Movies Resort. Comme eux il partage un style particulier d'architecture conçu par le cabinet Arquitectonica fait de gigantesques objets qui sont le thème de l'hôtel. Leurs couleurs vives et leurs tailles imposantes ont fait dire qu'ils cachaient la médiocrité de l'hôtel. Mais cela reste un hôtel Disney à prix abordable (inférieur à 100$) au cœur du complexe de Walt Disney World Resort.

## Le thème
Le thème de l'hôtel est le sport, il est représenté par des objets sportifs de taille démesurée. Pour plus de détails voir la description des bâtiments.

## Les bâtiments
Le bâtiment principal est le Stadium Hall. Les autres bâtiments accueillent les chambres, s’élèvent sur trois étages (sans ascenseurs) et prennent la forme d'un T avec chaque branche de même longueur. Les bâtiments sont numérotés de 1 à 10, regroupés par deux selon un thème sportif :
- Surf's Up(bat. 1 et 6) sur le surf est décoré avec des planches de surf est situé face au Stadium Hall. La cour créée par les trois bâtiments accueille la piscine principale de l'hôtel.
- Hoops Hotel (bat 2 et 3) sur le basket-ball est décoré avec des paniers et des ballons de basket est situé derrière le bâtiment 1.
- Center Court (bat 4 et 5) sur le tennis est décoré avec des raquettes et des balles de tennis. Il est situé derrière le bâtiment 6 et encadre un terrain de jeux en forme de terrain de tennis où jouent Donald et ses neveux. Ce bâtiment a ouvert en dernier, le 11 août 1994[1].
- Touchdown (bat 7 et 10) sur le football américain est décoré avec des casques et des ballons de ce sport. Il est situé juste au sud du Stadium Hall
- Home Run Hotel (bat 8 et 9) sur le baseball est décoré avec des battes et des balles de baseball. Les deux bâtiments sont disposés à angle droit juste au sud après le Home Run Hotel et encadrent une piscine en forme de diamant de baseball.

Les bâtiments 1 à 6 sont disposés en étoile autour du Mont Mickey (Mount Mickey).

## Les services de l'hôtel
L'avantage principal de cet hôtel, du moins motel, est d'être desservi par les bus gratuits de Disney Transport.

### Les chambres
Les chambres accueillent entre 2 et 4 personnes dans une superficie de 26 m², soit la plus petite de tout Walt Disney World Resort. Elles ont une salle de bains, un placard et un coin avec une table et deux chaises. Il est possible de louer en plus un réfrigérateur.
Les prix en 2005, d'après le site officiel, pour une nuit débutent à partir de
- 87 $ pour les chambres avec vue sur la piscine ou des services (Preferred Location)
- 77 $ pour les chambres avec vue normale

### Les restaurants et bars
- End Zone Food Court est une aire de restauration située dans le Stadium Hall et composé de cinq restaurants dans un décor de cafétéria avec de nombreux souvenirs sur le sport
  - Pizza and Pasta
  - Barbecue
  - The Grill
  - The Market
  - Bakery & Café
- Team Spirits est le bar de la piscine Surfboard Bay Pool

Un service de livraison de pizza est aussi disponible.

### La boutique
Sport Goofy Gift and Sundries est située dans le Stadium Hall et propose des livres, journaux, articles Disney et autres souvenirs.

### Les activités possibles
- Les piscines:
  - Surfboard Bay Pool avec un bassin pour les enfants.
  - Grand Slam Pool est la piscine du Home Run Hotel
- Game Point Arcade situé dans le Stadium Hall est une salle de jeux vidéo
- L'aire de jeux pour les enfants est située entre les bâtiments 6 et 7.